# 弗拉迪米尔·科布拉诺夫
弗拉迪米尔·科布拉诺夫（捷克語：Vladimír Kobranov，1927年10月4日—2015年10月25日），捷克男子冰球运动员。他曾代表捷克斯洛伐克国家队参加1948年冬季奥林匹克运动会冰球比赛，获得一枚银牌。